# Q School 2022
La Q School 2022 è una serie di tre eventi amatoriali di snooker che si disputano dal 16 maggio al 2 giugno 2022, presso il Ponds Forge International Sports Centre di Sheffield, in Inghilterra.

## Regolamento
Introdotta nel periodo di riforme dell'allora appena nominato presidente del World Snooker Tour Barry Hearn, la Q School è formata da tre eventi, i quali si disputano prima dell'inizio della stagione professionistica (solitamente pochi giorni dopo il termine del Campionato mondiale).
In questi sono presenti quattro sezioni, formate tutte da sei turni: chi riesce a vincere l'ultimo round, ottiene una carta professionistica di due stagioni.
Possono partecipare anche coloro che terminano la stagione fuori dai primi 64 nel Ranking, e che quindi devono riqualificarsi per il Main Tour.
L'iscrizione è aperta ad ogni giocatore dilettante, ed ha un costo di £1000.

## Calendario
| Date                          | N° evento | Qualificati                                                                                                   | Note |
| ----------------------------- | --------- | --- | ---- |
| dal 16 al 21 maggio 2022      | Evento 1  | non conosciuta (bandiera) · non conosciuta (bandiera) · non conosciuta (bandiera) · non conosciuta (bandiera) |      |
| dal 22 al 27 maggio 2022      | Evento 2  | non conosciuta (bandiera) · non conosciuta (bandiera) · non conosciuta (bandiera) · non conosciuta (bandiera) |      |
| dl 28 maggio al 2 giugno 2022 | Evento 3  | non conosciuta (bandiera) · non conosciuta (bandiera) · non conosciuta (bandiera) · non conosciuta (bandiera) |      |